# José Luis Aliaga Jiménez
José Luis Aliaga Jiménez (Pamplona, 1966) és professor titular d'universitat al Departament de Lingüística General i Hispànica de la Universitat de Saragossa. Ha estat, a més, professor visitant a la Universitat Nacional de San Luis (Argentina) i ha impartit cursos i conferències en diverses universitats espanyoles i estrangeres. La seva trajectòria investigadora l'ha portat fins avui en dues vessants, principalment. D'una part s'ha ocupat de les relacions entre la llengua i el gènere (crítica feminista del llenguatge o lingüística feminista). D'una altra s'ha endinsat en la teoria i història de la lexicografia i en la historiografia lingüística, àmbits en els quals ha dedicat especial atenció a l'espai lingüístic aragonès.

## Obres
- El léxico aragonés en el Diccionario de Autoridades (Real Academia Española), Zaragoza, Institución «Fernando el Católico», 1994.
- Textos lexicográficos aragoneses de Benito Coll (1902-1903) presentados al Estudio de Filología de Aragón. Edición y estudio, Zaragoza, Libros Pórtico, 1999 (en coautoría con M.ª Luisa Arnal Purroy).
- Aspectos de lexicografía española. El léxico aragonés en las ediciones del diccionario académico, Zaragoza, Institución «Fernando el Católico», 2000.
- Delia Esther Suardiaz, El sexismo en la lengua española, Zaragoza, Libros Pórtico, 2002. Edición y traducción de José Luis Aliaga Jiménez. Estudio preliminar de Elvira Burgos Díaz y José Luis Aliaga Jiménez.
- La lexicografía hispánica ante el siglo XXI. Balance y perspectivas, Zaragoza, Gobierno de Aragón-Institución «Fernando el Católico», 2003. Edición de M.ª Antonia Martín Zorraquino y José Luis Aliaga Jiménez.
- Juan Moneva y Puyol, Vocabulario de Aragón, Zaragoza, Xordica-Prensas Universitarias de Zaragoza-Institución «Fernando el Católico», 2004. Edición y estudio de José Luis Aliaga Jiménez.
- José Siesso de Bolea, Borrador de un diccionario de voces aragonesas, Zaragoza, Gara d'Edizions-Prensas Universitarias de Zaragoza-Institución «Fernando el Católico», 2008. Edición y estudio de José Luis Aliaga Jiménez.
- El Estudio de Filología de Aragón. Historia de una institución y de una época, Zaragoza, Institución «Fernando el Católico», 2011 (en coautoría con María Pilar Benítez Marco).
- Las lenguas de Aragón en el primer tercio del siglo veinte. Vol. 1. Inéditos, rarezas y caras B, Zaragoza, Gara d'Edizions-Prensas Universitarias de Zaragoza-Institución «Fernando el Católico», 2012.
- Refranes del Aragón que se fue. Fraseología popular aragonesa de tradición oral, Zaragoza, Gara d'Edizions-Prensas Universitarias de Zaragoza-Institución «Fernando el Católico», 2012.
- Refranes de Aragón, Zaragoza, Gara d'Edizions-El Periódico de Aragón, 2013.
- María Antonia Martín Zorraquino. Filología, gramática, discurso. Artículos escogidos, Zaragoza, Institución «Fernando el Católico»-Dpto. de Lingüística General e Hispánica-Universidad de Zaragoza, 2014. Edición de José Luis Aliaga Jiménez et alii.